# Scotodrymadusa cincta
Scotodrymadusa cincta är en insektsart som beskrevs av Bei-bienko 1958. Scotodrymadusa cincta ingår i släktet Scotodrymadusa och familjen vårtbitare. Inga underarter finns listade i Catalogue of Life.